# Tapinocanius
Tapinocanius  es un género extinto de terápsidos dinocéfalos.